# NA・N・DE?
『NA・N・DE?』（なんで）は、ブカブカ＆斉藤一美のシングル。CDコードはSRDL4024。

## 収録曲
1. NA・N・DE?
  - 作詞：工藤哲雄　作曲：都志見隆　編曲：西脇辰弥
2. 愛がムズカシい
  - 作詞：山田ひろし　作曲：石田裕　編曲：白井良明
3. NA・N・DE?（オリジナル・カラオケ）

## タイアップ
- ABCテレビ系バライティー『気分はワイルド 〜飛び出せ大自然へ〜』オープニングテーマ（#1）。